# Csér
Csér es un pueblo húngaro perteneciente al distrito de Sopron en el condado de Győr-Moson-Sopron, con una población en 2013 de 31 habitantes.
Se conoce su existencia desde 1313 con el nombre de Cher y siempre ha sido una localidad agrícola de pequeño tamaño. A mediados del siglo XX albergó una fábrica de ladrillos. Actualmente casi todos los habitantes son magiares, siendo la mitad de la población católica y la otra mitad luterana.
Se ubica unos 30 km al sureste de la capital distrital Sopron.